# Vozidlo

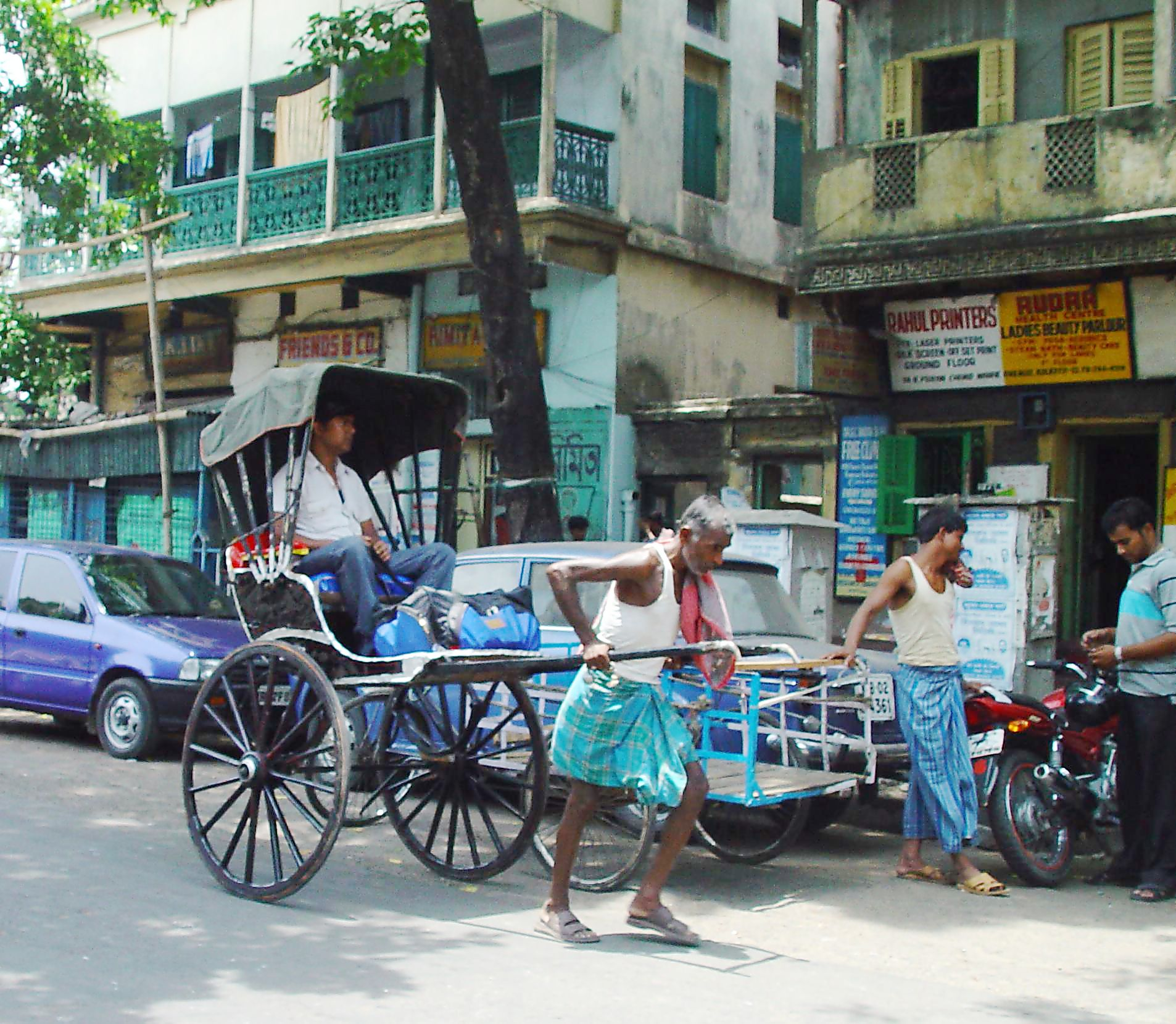
Rikša – vozidlo poháněné lidskou silou

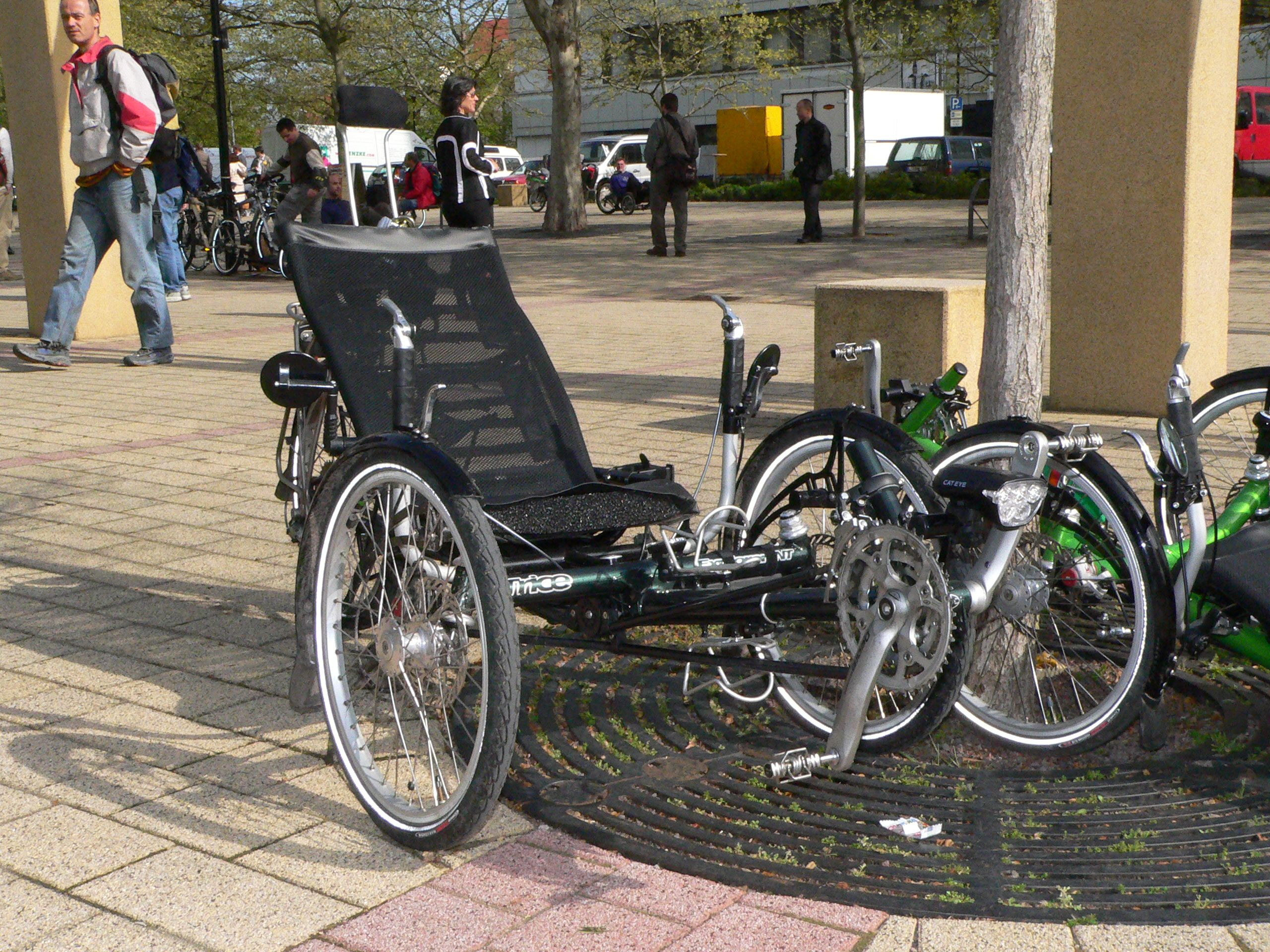
Tricykl – bezmotorové silniční vozidlo

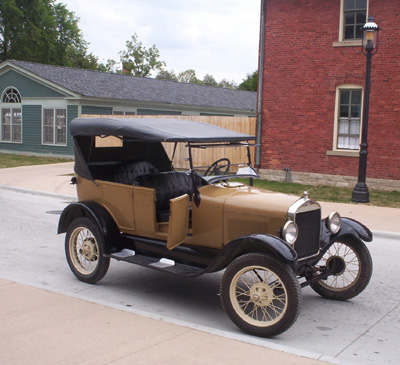
Automobil – motorové vozidlo

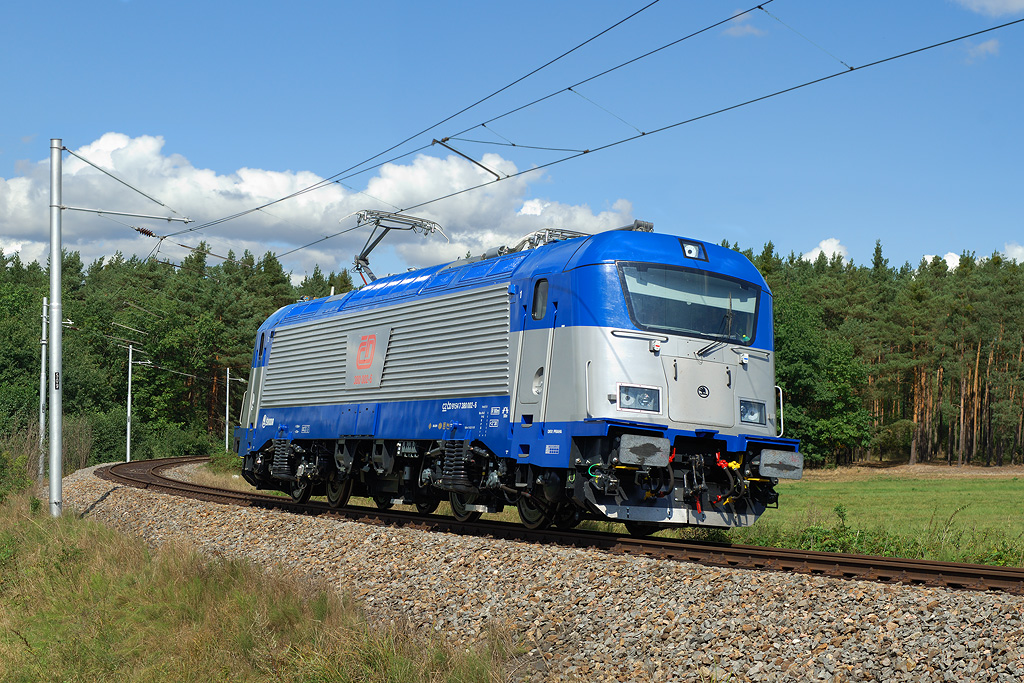
Elektrická lokomotiva

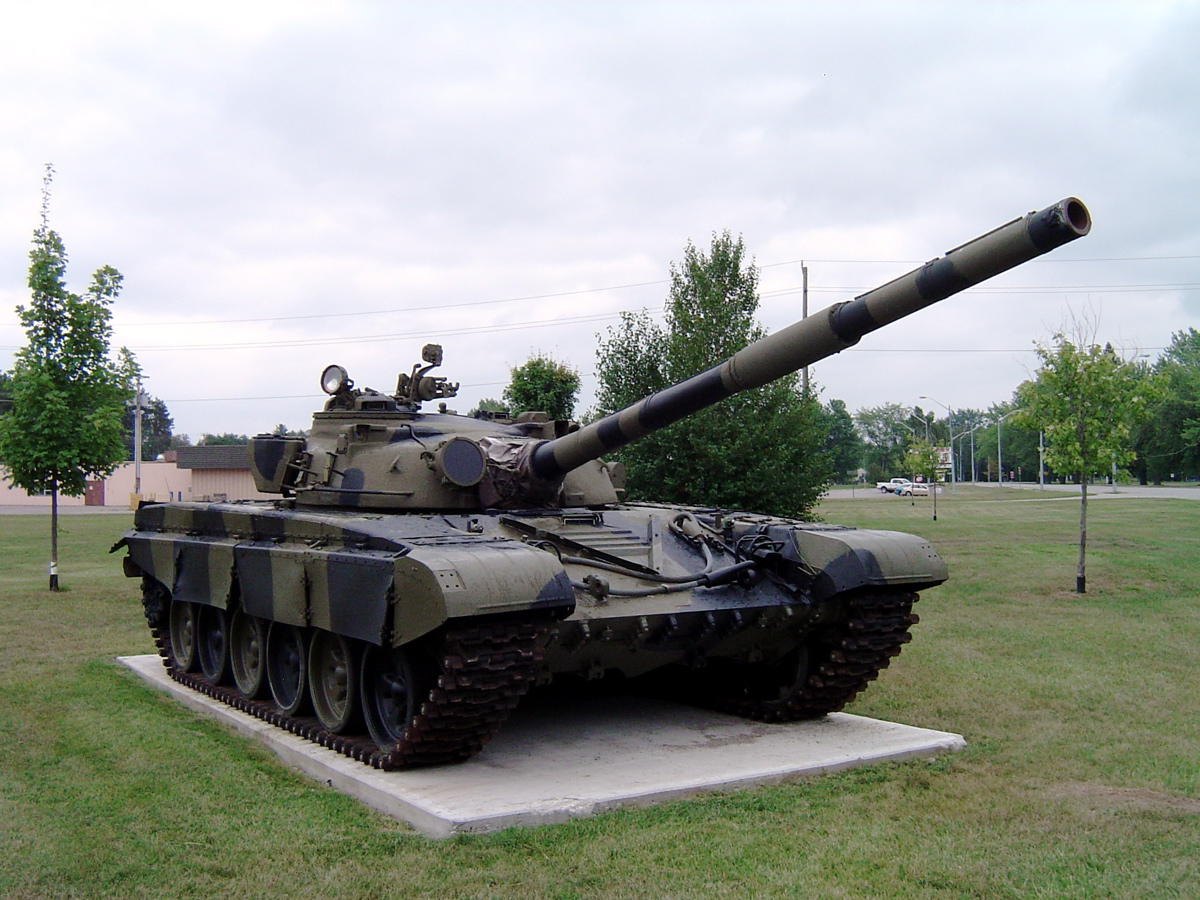
Tank – pásové bojové vozidlo

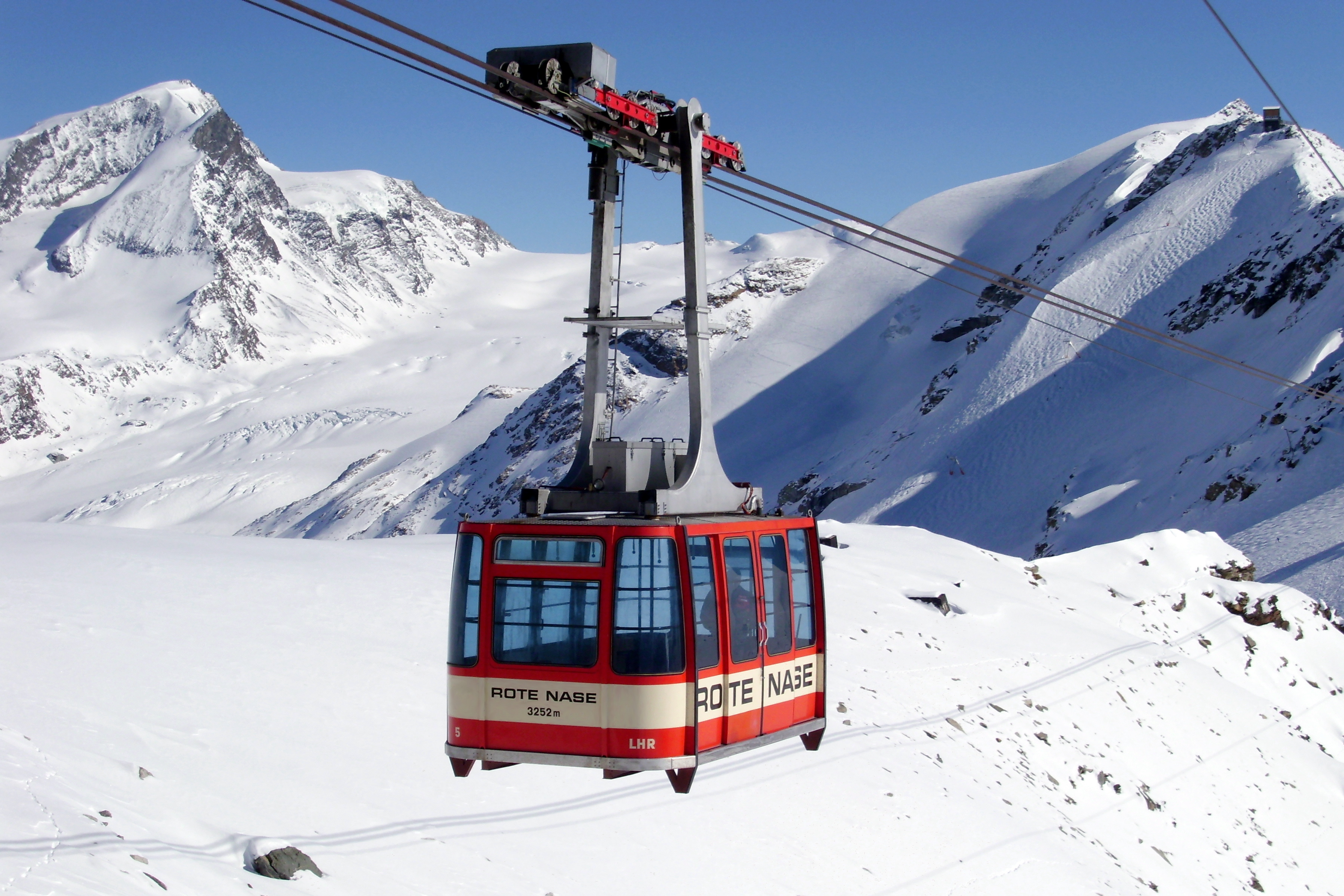
Visutá lanová dráha

Slovem vozidlo označujeme podskupinu dopravních strojů respektive dopravních prostředků, která se pohybují po pevném povrchu nějakého tělesa jízdou, tedy odvalováním kol nebo pohyblivých pásů (ty jsou ovšem také připevněny na kola vozidla). Vozidlem může být i vznášedlo, sáně nebo i kráčející zařízení.
Prakticky všechna vozidla jsou primárně určena zejména pro dopravu a přepravu osob, zvířat či nákladů z jednoho místa na zemském povrchu do jiného místa. Jízda (pojezd) vozidla se tedy děje v převážné míře po zemském povrchu (a to včetně všech jeho terénních nerovností), v případě tunelových staveb pak jen v malé hloubce pod jeho povrchem. Výjimku tvoří vodní toky, vodní plochy apod., které vozidla překonávají nad úrovní hladiny buďto po specializovaných visutých stavbách (nejčastěji po mostech) nebo po korunách těles přehradních hrází popřípadě speciální vodotěsnou tunelovou stavbou pod úrovní vodní hladiny.
V průběhu dosavadní známé historie lidstva byla vyvinuta mnohá vozidla různých typů, velikostí, účelů a funkcí. Počínaje jednoduchými jednonápravovými kárami a ručními vozíky tažené lidmi nebo zvířaty, přes kočáry, formanské vozy, žebřiňáky, bicykly, koloběžky, tříkolky až po dnešní moderní dopravní stroje poháněné motory (obvykle spalovacími motory nebo elektromotory).

## Typy vozidel

### Kolejová vozidla
- železniční vozidla
  - vozidla metra a jiných speciálních drah
- tramvaje
- vozidla důlních a průmyslových drah

Kolejová drážní vozidla se rozlišují na
- - hnací vozidla (tj. vozidla s vlastním pohonem – např. lokomotiva, motorový vůz)
  - tažená vozidla (tj. vozidla bez vlastního pohonu – např. vagón, řídicí vůz, vložený vůz, přípojný vůz)

### Silničníaterénní vozidla
- motorová vozidla
  - vozidla poháněná zpravidla spalovacími motory, případně hybridními či experimentálními pohony
    - automobily
    - autobusy
    - motocykly
    - nákladní automobily
    - vozidla poháněná elektromotory
      - trolejbusy
      - elektromobily (elektrické automobily, autobusy, motocykly atd.) buď akumulátorové, nebo na sluneční kolektory, případně dieselelektrické atd.
      - akumulátorové vozíky

- nemotorová vozidla
  - přípojná vozidla
    - návěsy
    - přívěsy
    - postranní vozík
    - potahová vozidla (např. kočáry, bryčky, žebřiňáky apod.) poháněná zvířaty (např. skotem, koňmi, psy

  - ruční vozíky tažené nebo tlačené
  - vozidla poháněná jedoucími lidmi (např. jízdní kola, koloběžky, jednokolka)
  - vozidla poháněná gravitační silou
  - vozidla poháněná silou větru
- zvláštní vozidla
  - vozidla, která slouží ke specifickým úkonům
    - traktory
    - zemědělské stroje
    - důlní mechanismy
    - lesnické stroje
    - stavební stroje a mechanismy
    - speciální terénní vozidla
      - vojenská a válečná
      - zemědělská a lesnická
      - důlní a lomová

Podle způsobu kontaktu s povrchem lze pozemní vozidla dělit na:
- kolová (většina běžných vozidel)
- pásová (typicky tanky nebo některé pracovní stroje)
- saně

Za vozidla se obvykle nepovažují pomůcky jako brusle a kolečkové brusle, lyže a kolečkové lyže, skateboard. Povahu vozidel ale mají různé pojízdné přepravní kontejnery, například i nákupní vozík.

### Vozidla visutých lanových drah
V terminologii českého zákona o drahách se za vozidla považují též závěsná přepravní zařízení na visutých lanových drahách:
- kabina visuté lanové dráhy
- gondola visuté lanové dráhy
- závěs se sedačkou nebo sedačkami sedačkové lanové dráhy
- závěs s přepravníkem nákladní visuté lanové dráhy

### Dělení podle účelu přepravy
- osobní vozidla, pro přepravu osob
- nákladní vozidla, pro přepravu nákladu
- služební, pracovní a pomocná vozidla